# Rose City (Teksas)
Rose City – miasto w Stanach Zjednoczonych, w stanie Teksas, w hrabstwie Orange.